# Kei Ishikawa
Kei Ishikawa (jap. 石川 慧, Ishikawa Kei; * 30. September 1992 in Niigata, Präfektur Niigata) ist ein japanischer Fußballspieler.

## Karriere
Kei Ishikawa begann seine Karriere bei 2011 bei Vegalta Sendai. Der Verein aus Sendai, einer Großstadt in der Präfektur Miyagi, spielte in der höchsten japanischen Liga, der J1 League. Die Saison 2013 wurde er an Sony Sendai FC ausgeliehen. Mit dem Klub spielte er in der damaligen dritten Liga, der Japan Football League. Die Saison 2014 stand er auf Leihbasis bei Blaublitz Akita im Tor. Mit dem Verein aus Akita spielte er in der dritten Liga, der J3 League. 2018 verließ er den Erstligisten und schloss sich dem in der zweiten Liga spielenden Tochigi SC aus Utsunomiya an. Hier kam er bis Mitte August 2019 auf zwei Einsätze. Für den Rest des Jahres unterzeichnete er einen Vertrag beim Erstligisten Sagan Tosu. Der Klub aus Tosu spielte in der ersten Liga. Gamba Osaka, ein Erstligist aus Suita verpflichtete ihn Anfang 2020. 2020 kam er fünfmal in der U23-Mannschaft zum Einsatz. Das Team spielte in der dritten Liga. Nach insgesamt sechs Erstligaspielen wechselte er im Januar 2025 zum Zweitligisten Ventforet Kofu.